# 1731

## Родени
- 4 ноември – Мария Жозефа Саксонска, дофина на Франция

## Починали
- 27 януари – Бартоломео Кристофори, италиански производител на клавирни инструменти, създал пианото
- (?) – Даниел Дефо – английски писател
- 30 ноември – Брук Тейлър, английски математик